# Aura Lewis
Pour les articles homonymes, voir Aura et Lewis.
Aura Msimang (Aura Lewis) (4 mars 1947 - 28 décembre 2015), née Aurelia Msimang, était une chanteuse sud-africaine qui a travaillé avec Bob Marley et Jimmy Cliff et a enregistré un album avec Lee Scratch Perry à la fin des années 1970.
En 1986, Aura Lewis déménage à Paris. Elle travaille à la fin des années 80 avec plusieurs chanteurs pop dont Manu Dibango, Mory Kanté. En septembre 1987, elle chante avec Maxime Le Forestier  sur la chanson Né quelque part (chanson).
Elle déménage par la suite à Bruxelles, où elle enregistre l'album "Itshe" mêlant texte français et zoulou. Elle y fonde avec Oxfam un programme culturel. Grâce à ce projet, la chanteuse repart en 1997 à Johannesburg.
Aura Lewis meurt le 28 décembre 2015.